# Knobs Flat
Knobs Flat (dt. etwa „Buckelebene“) ist ein kleiner Ort im Eglinton Valley auf der Südinsel von Neuseeland.

## Namensherkunft
Die Siedlung erhielt den Namen, da Geröllablagerungen des ehemaligen Gletschers "eigentümliche" Erdhügel in dem ansonsten flachen Tal gebildet haben.

## Geographie
Knobs Flat befindet sich rund 53 km nordnordöstlich von Te Anau im Eglinton Valley, durch das der Westarm des Eglinton River fließt, am nach Norden zum Milford Sound/Piopiotahi führenden New Zealand State Highway 94, der auch den einzigen Zugang zum Ort darstellt. Westlich der Siedlung erheben sich die bis zu 1854 m hohen Earl Mountains, östlich eine Flanke der Livingstone Mountains mit bis zu 1753 m Höhe. Rund 11 km nordöstlich befindet sich der Lake Gunn und bis zu den Te Anau Downs, die südwestlich an der Ostseite des Lake Te Anau liegen, sind es 28 km.
Zehn Minuten Fußweg vom Besucherzentrum entfernt liegt der Knobs Flat Waterfall mit einer Fallhöhe von 33 m.

## Tourismus
Am SH94 befindet sich ein Besucherzentrum mit Informationstafeln zum Bau der Milford Road und des Homer Tunnels, der sich 24 km nördlich der Siedlung befindet, sowie einer Toilettenanlage. Neben Übernachtungsmöglichkeiten besteht die Siedlung nur aus wenigen verstreut liegenden Wohngebäuden. Touristen auf dem Weg zum Milford Sound/Piopiotahi können hier einen Stopp einlegen.

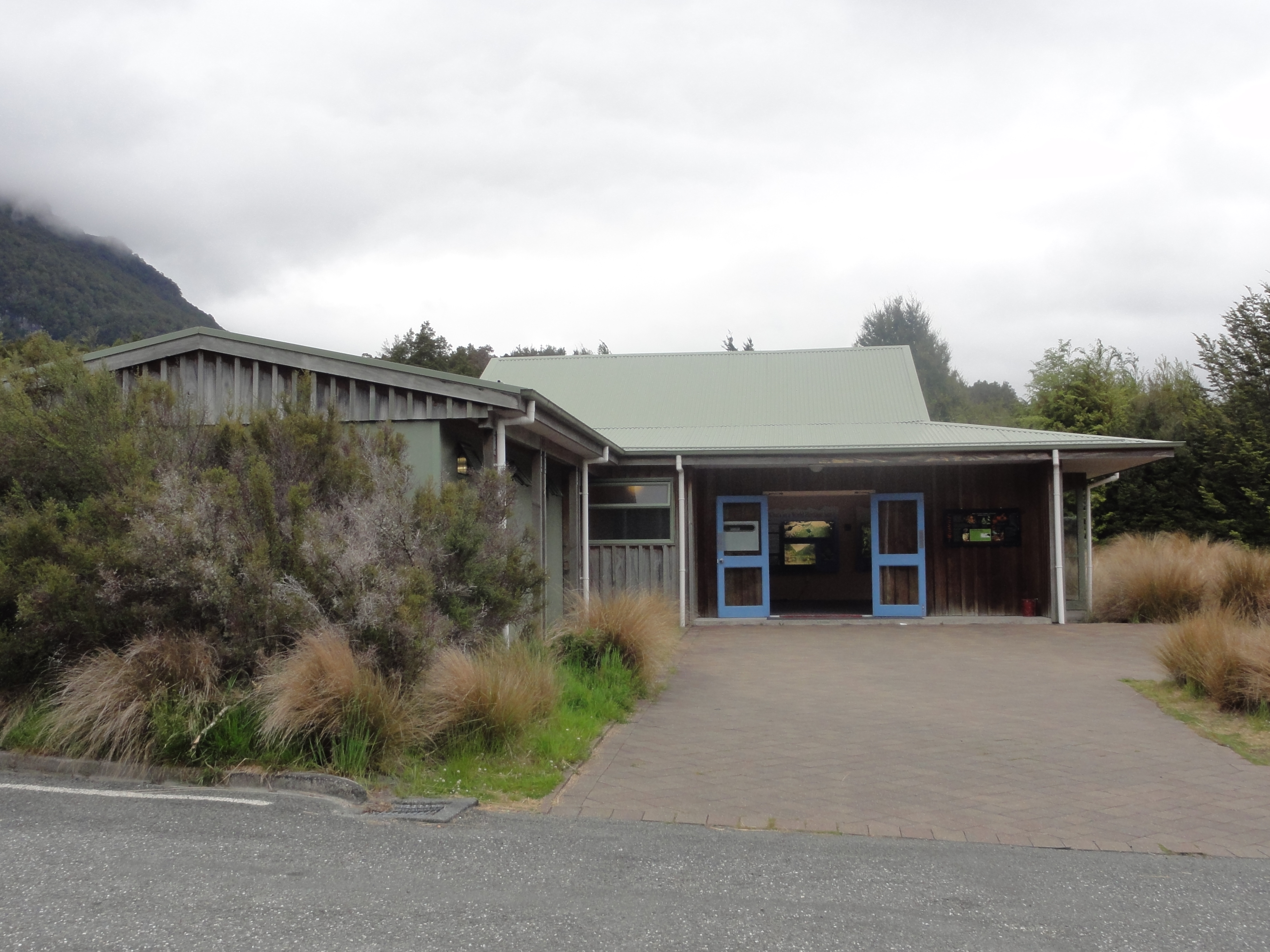
Das Besucherzentrum
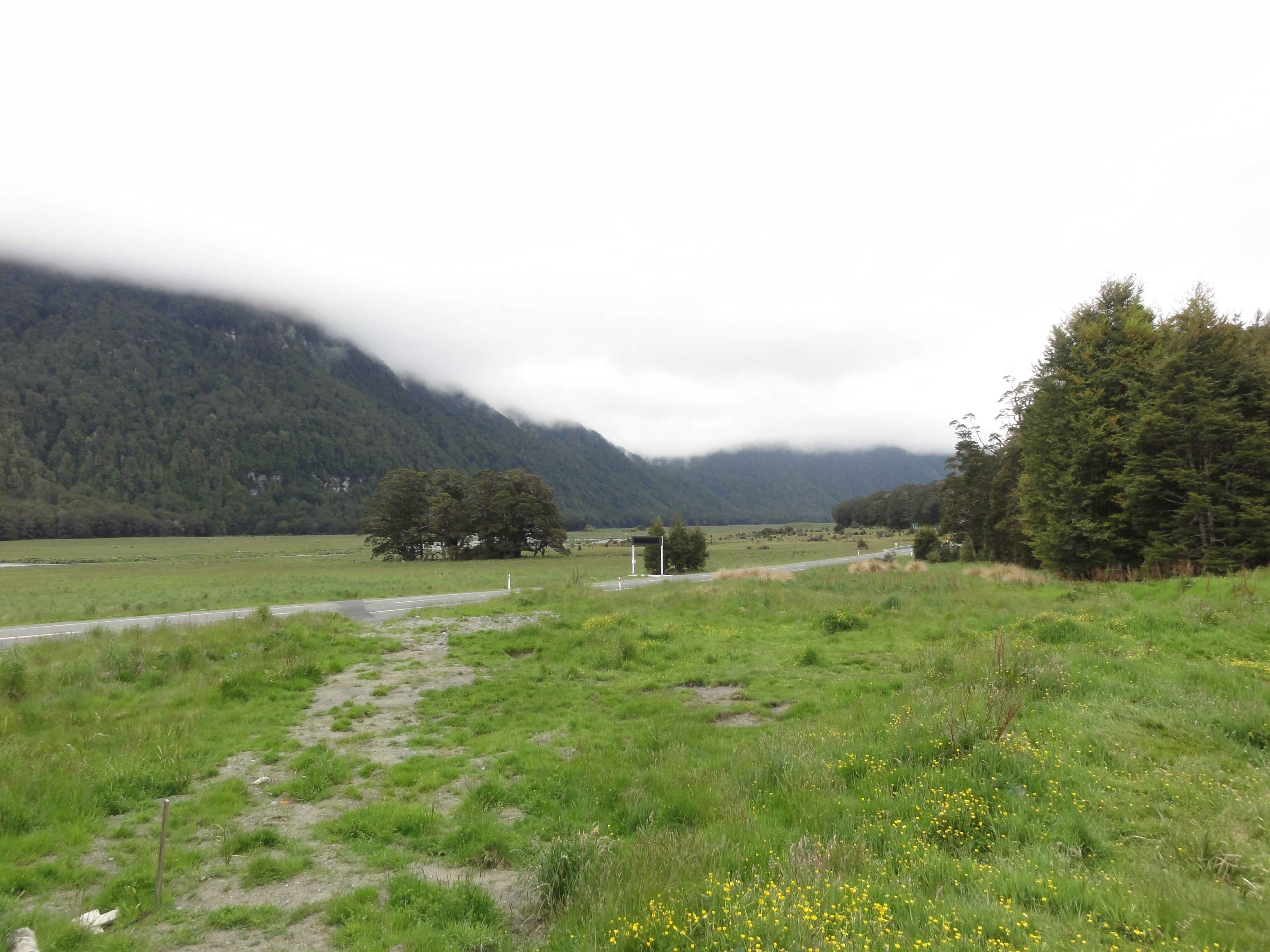
Blick über den SH94 auf die gegenüberliegende Talseite